# Église Saint-Dimitri de Markova Crkva
Pour les articles homonymes, voir Église Saint-Dimitri.
L'église Saint-Dimitri de Markova Crkva (en serbe cyrillique : Црква Светог Димитрија у Марковој Цркви ; en serbe latin : Crkva Svetog Dimitrija u Markovoj Crkvi) est une église orthodoxe serbe située à Markova Crkva, dans le district de Kolubara et dans la municipalité de Lajkovac en Serbie. Elle est inscrite sur la liste des monuments culturels protégés de la république de Serbie (identifiant no SK 247).

## Présentation

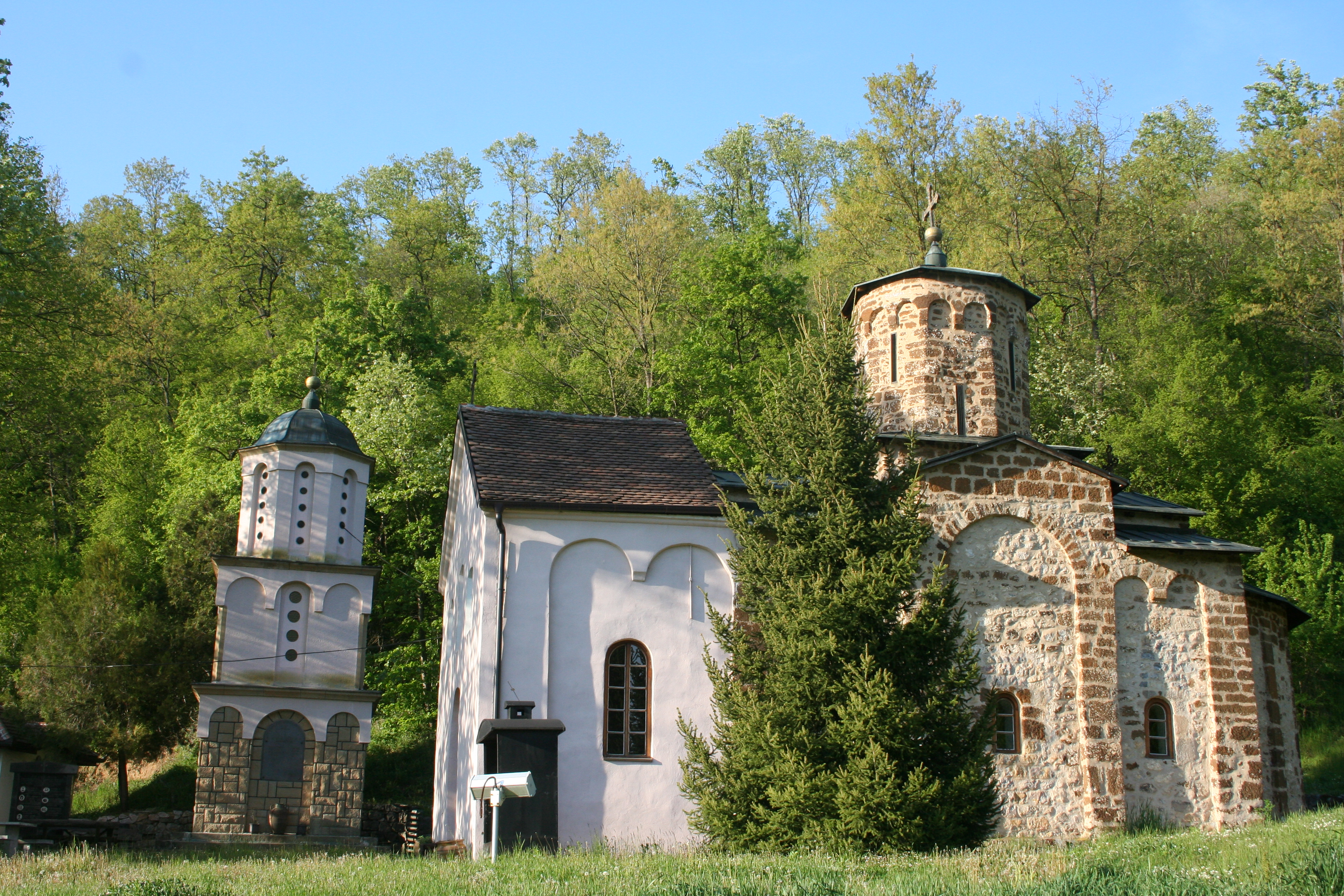
Autre vue de l'église.

L'église a probablement été construite au XVe siècle par des moines venus du monastère de Marko près de Skopje ; en revanche, elle a connu de nombreuses modifications ultérieures. Par la suite, elle a été abandonnée et est tombée en ruine. Une plaque commémorative atteste du fait qu'elle a été reconstruite en 1827 sous le règne du prince Miloš Obrenović, notamment grâce à Jevrem, le frère du souverain. 
Sur le plan architectural, l'église présente une ressemblance avec celle du monastère de Pustinja, notamment au niveau de la séparation de l'iconostase et de la zone de l'autel et du haut tambour de la coupole. Ce tambour conserve des fresques datées de la seconde ou de la troisième décennie du XVIIe siècle.

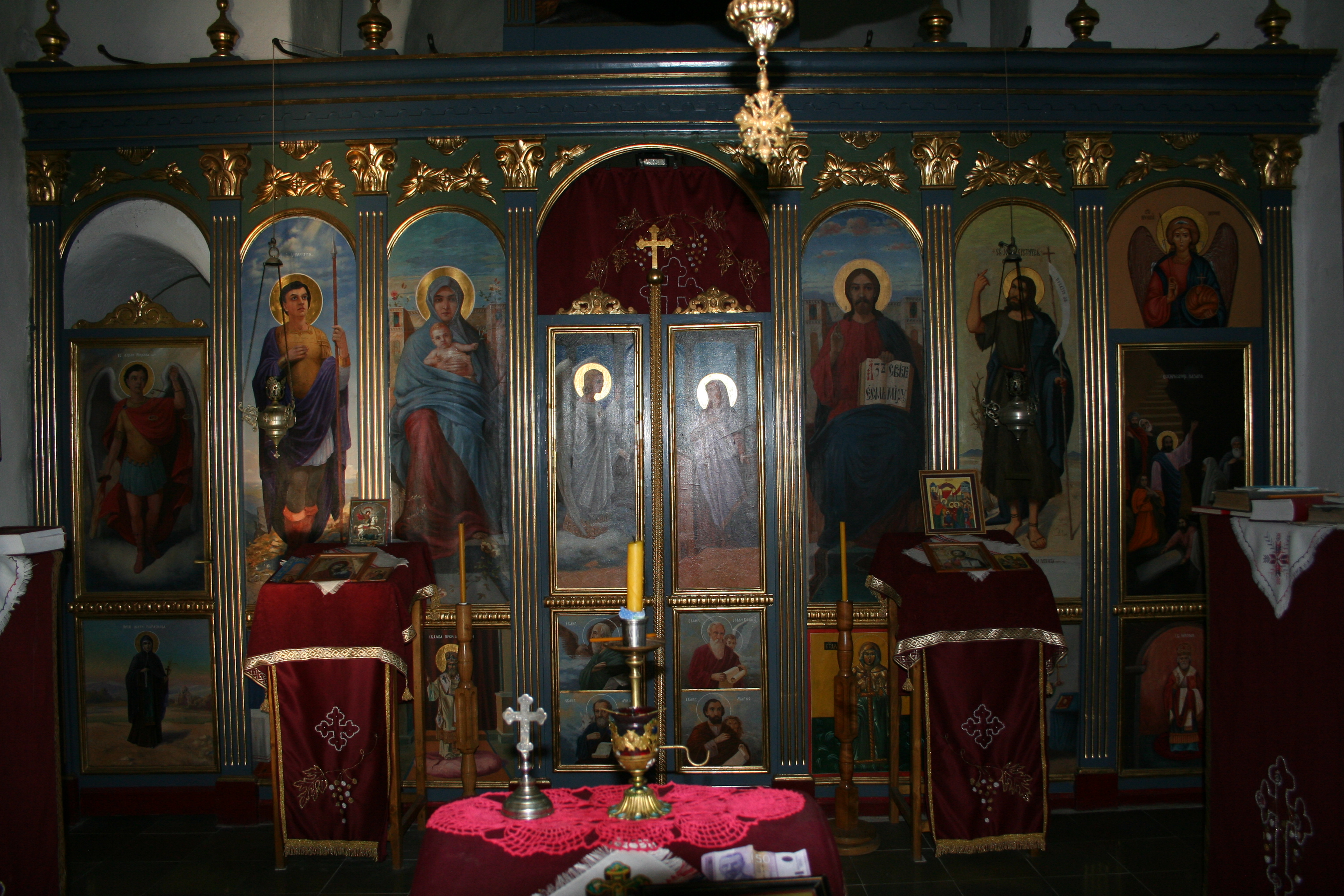
L'iconostase de l'église.